# 黑尾蟾鯰
黑尾蟾鯰，為輻鰭魚綱鯰形目擬油鯰科的其中一種，為熱帶淡水魚類，分布於南美洲巴西淡水流域，體長可達13.7公分，棲息在底層水域，生活習性不明。

## 扩展阅读
維基物種上的相關：黑尾蟾鯰